# Krzywcza (gromada)
Krzywcza – dawna gromada, czyli najmniejsza jednostka podziału terytorialnego Polskiej Rzeczypospolitej Ludowej w latach 1954–1972.
Gromady, z gromadzkimi radami narodowymi (GRN) jako organami władzy najniższego stopnia na wsi, funkcjonowały od reformy reorganizującej administrację wiejską przeprowadzonej jesienią 1954 do momentu ich zniesienia z dniem 1 stycznia 1973, tym samym wypierając organizację gminną w latach 1954–1972.
Gromadę Krzywcza z siedzibą GRN w Krzywczy utworzono – jako jedną z 8759 gromad na obszarze Polski – w powiecie przemyskim w woj. rzeszowskim na mocy uchwały nr 30/54 WRN w Rzeszowie z dnia 5 października 1954. W skład jednostki weszły obszary dotychczasowych gromad Krzywcza, Ruszelczyce, Wola Krzywiecka, Średnia, Reczpol, Kupna i Chyrzyna ze zniesionej gminy Krzywcza oraz przysiółek Przedchołowice z dotychczasowej gromady Chołowice ze zniesionej gminy Krasiczyn w tymże powiecie. Dla gromady ustalono 26 członków gromadzkiej rady narodowej.
W 1971 roku gromada Krzywcza liczyła 2868 mieszkańców, zamieszkujących miejscowości: Chyrzyna (145), Krzywcza (572), Kupna (121), Reczpol (680), Ruszelczyce (497), Średnia (317) i Wola Krzywiecka (536).
Gromada przetrwała do końca 1972 roku, czyli do kolejnej reformy gminnej. 1 stycznia 1973 w powiecie przemyskim reaktywowano gminę Krzywcza.